# 库凯尔纳格
库凯尔纳格（Kukernag），是印度查谟-克什米尔邦Anantnag县的一个城镇。总人口4858（2001年）。

## 人口
该地2001年总人口4858人，其中男性3281人，女性1577人；0—6岁人口441人，其中男234人，女207人；识字率62.84%，其中男性为77.20%，女性为32.97%。